# (32652) 4319 P-L
4319 P-L (asteroide 32652) é um asteroide da cintura principal. Possui uma excentricidade de 0.13034960 e uma inclinação de 3.20099º.
Este asteroide foi descoberto no dia 24 de setembro de 1960 por Cornelis Johannes van Houten e Ingrid van Houten-Groeneveld e Tom Gehrels em Palomar.